# كارلوس ألبرتو فرانسا
كارلوس ألبرتو فرانكو فرانسا (مواليد 18 أبريل 1964)  دبلوماسي برازيلي ووزير للخارجية. تم تعيينه من قبل الرئيس جايير بولسونارو في 29 مارس 2021 ليحل محل الوزير المنتهية ولايته إرنستو أرايجو.